# Gopal Prasad
Gopal Prasad (Ghazipur, Índia) é um matemático indiano-estadunidense. É Raoul Bott Professor of Mathematics na Universidade de Michigan em Ann Arbor.
Obteve um doutorado em 1976 na Universidade de Bombaim, orientado por M.S. Raghunathan.
Foi palestrante convidado do Congresso Internacional de Matemáticos em Quioto (1990: Semi-Simple Groups and Arithmetic Subgroups).